# Rushmore (Minnesota)
Rushmore és una població dels Estats Units a l'estat de Minnesota. Segons el cens del 2000 tenia 376 habitants.

## Demografia
Segons el cens del 2000, Rushmore tenia 376 habitants, 154 habitatges, i 97 famílies. La densitat de població era de 580,7 habitants per km².
Dels 154 habitatges en un 29,9% hi vivien nens de menys de 18 anys, en un 55,2% hi vivien parelles casades, en un 3,9% dones solteres, i en un 36,4% no eren unitats familiars. En el 30,5% dels habitatges hi vivien persones soles el 20,8% de les quals corresponia a persones de 65 anys o més que vivien soles. El nombre mitjà de persones vivint en cada habitatge era de 2,44 i el nombre mitjà de persones que vivien en cada família era de 3,08.
Per edats la població es repartia de la següent manera: un 27,7% tenia menys de 18 anys, un 8% entre 18 i 24, un 25,8% entre 25 i 44, un 19,4% de 45 a 60 i un 19,1% 65 anys o més.
L'edat mediana era de 38 anys. Per cada 100 dones de 18 o més anys hi havia 86,3 homes.
La renda mediana per habitatge era de 33.750 $ i la renda mediana per família de 40.000 $. Els homes tenien una renda mediana de 26.667 $ mentre que les dones 20.208 $. La renda per capita de la població era de 14.216 $. Entorn del 2,8% de les famílies i el 5,3% de la població estaven per davall del llindar de pobresa.

## Poblacions més properes
El següent diagrama mostra les poblacions més properes.